# Royal Navy Submarine Museum
Das Royal Navy Submarine Museum (RNSM, kurz Submarine Museum, deutsch „U-Boot-Museum der Königlichen Marine“) in der südenglischen Hafenstadt Gosport (nahe Portsmouth) illustriert anhand von eindrucksvollen Exponaten die internationale Geschichte der Entwicklung der U-Boote, natürlicherweise mit Schwerpunkt auf den Royal Navy Submarine Service, also die U-Boot-Flotte der Royal Navy. Es ist Teil des National Museum of the Royal Navy.

## Ausstellung
Zu den ältesten Original-Schaustücken gehört Holland 1 (Bild), das erste Boot der Holland-Klasse. Benannt ist es nach dem irisch-amerikanischen Ingenieur John Philip Holland (1841–1914). Es wurde 1901 in Dienst gestellt und ging 1913 beim Schleppen zum Abwracken unter. 1982 wurde es gehoben, aufwendig restauriert und im Museum ausgestellt.
Ebenso zu sehen ist das einzige noch erhaltene Boot der X-Klasse, nämlich X24 (Bild). Solche Kleinst-U-Boote wurden von der Royal Navy im Zweiten Weltkrieg für Kommandoaktionen eingesetzt, wie beispielsweise die Operation Source, bei der das deutsche Schlachtschiff Tirpitz, im nordnorwegischen Kåfjord liegend, durch Sprengminen schwer beschädigt wurde.
Ein erbeutetes deutsches Kleinst-U-Boot vom Typ Biber (Bild) gehört zu den weiteren Glanzstücken des Museums. Es wurde aufwendig restauriert und ist das vermutlich einzige originale U-Boot aus dem Zweiten Weltkrieg, das voll funktionsfähig ist.
Gezeigt wird auch die vergleichsweise riesige Alliance (Bild), ein Hochsee-U-Boot der Amphion-Klasse, das von 1945 bis 1974 in Dienst war.

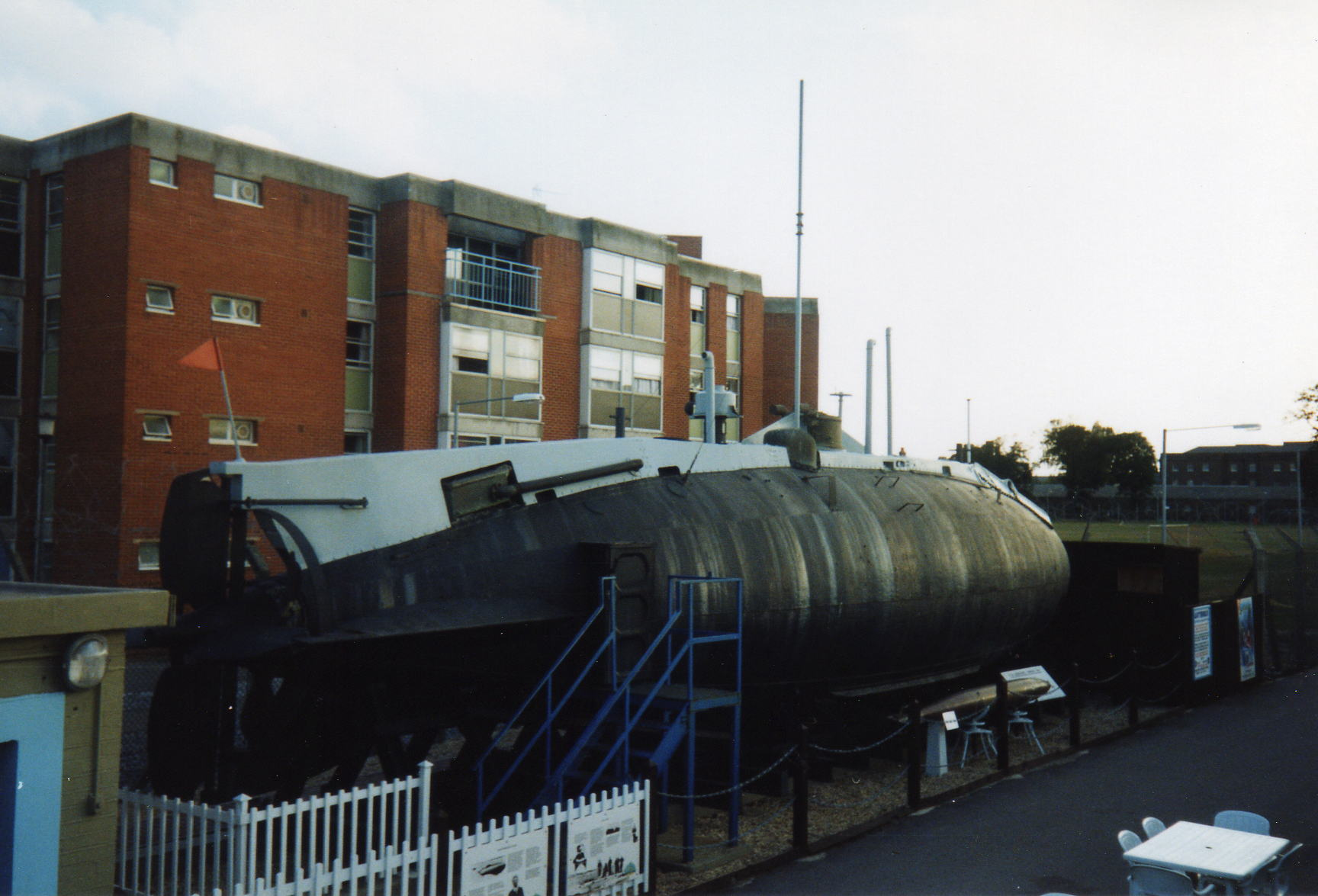
Das erste U-Boot der Royal Navy, Holland 1 von 1901, im Freigelände des Museums (Foto 1991).
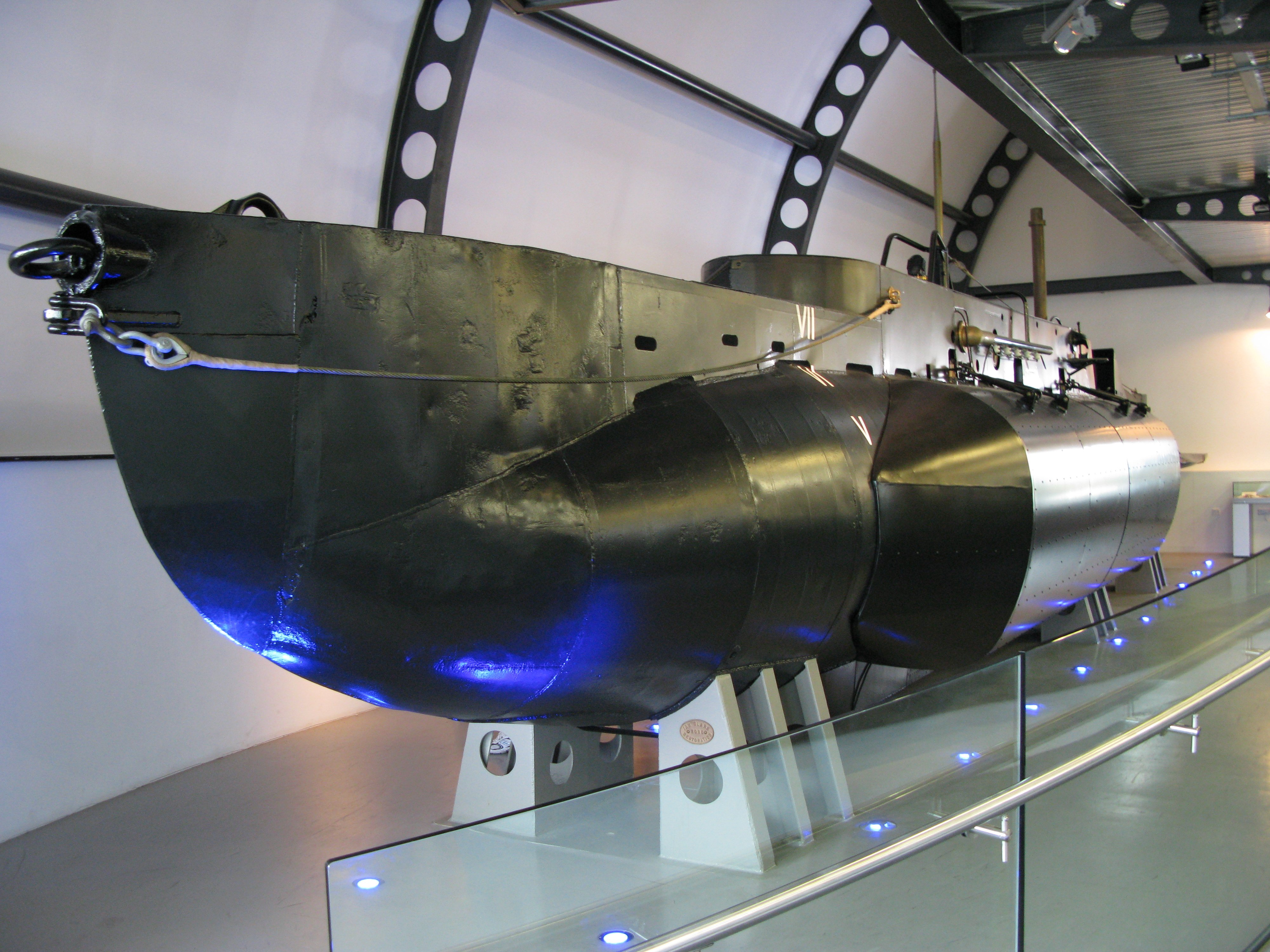
Das britische Kleinst-U-Boot X24 wurde im Zweiten Weltkrieg für Kommandoaktionen genutzt…
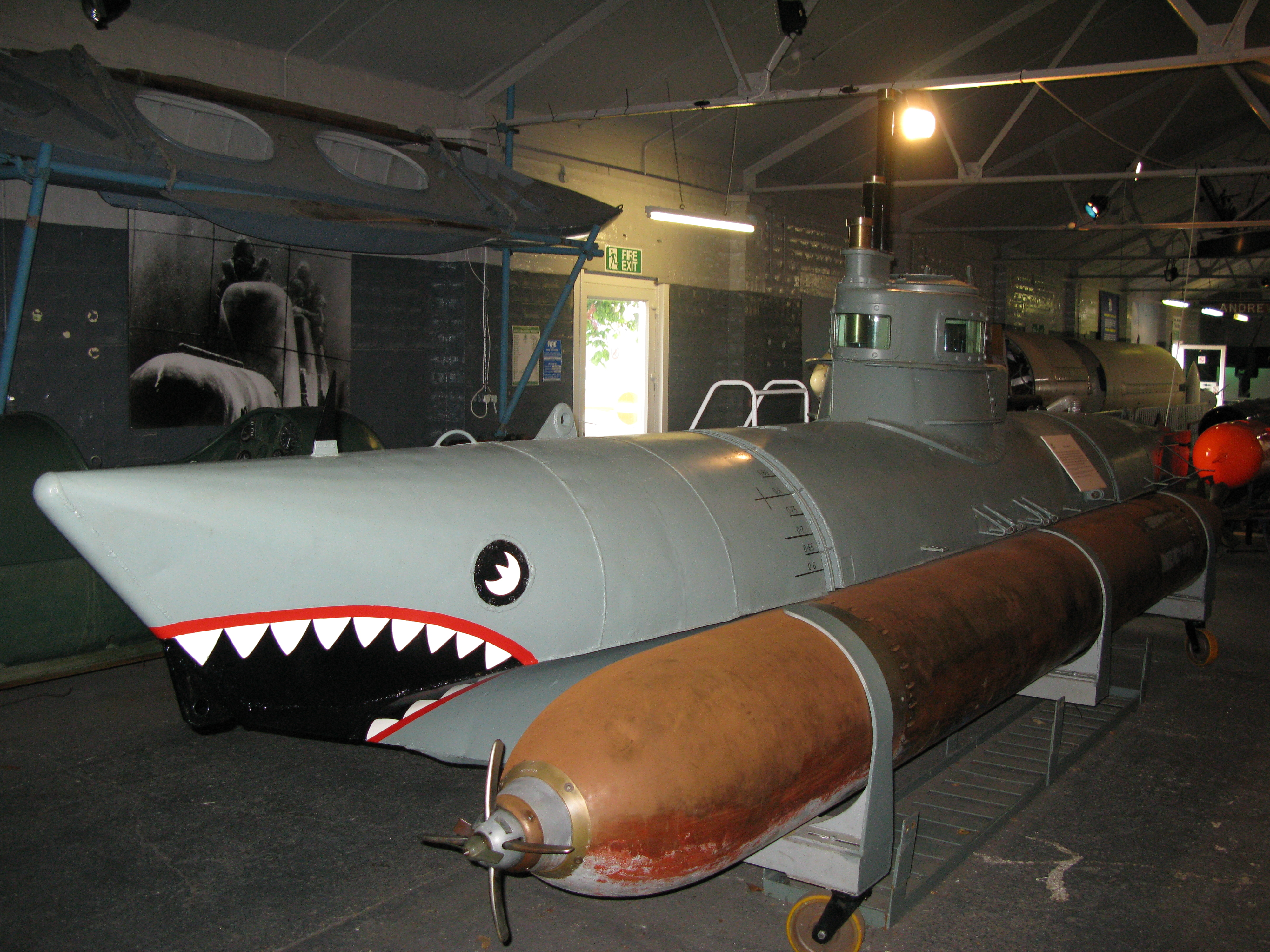
… ebenso wie auf der Gegenseite das deutsche Biber (Nr. 105).
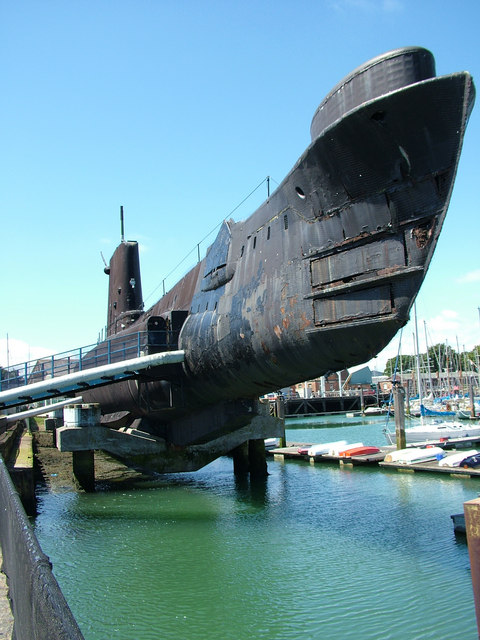
Die Alliance kann auch von innen besichtigt werden.